# ワイン大国を夢見た男たち
『ワイン大国を夢見た男たち ～サムライたちのワインロード～』は、2006年3月21日にTBS系列で全国放送された特別番組。第16回JNN共同制作番組。主演ナビゲーターは、小山田真。

## あらすじ

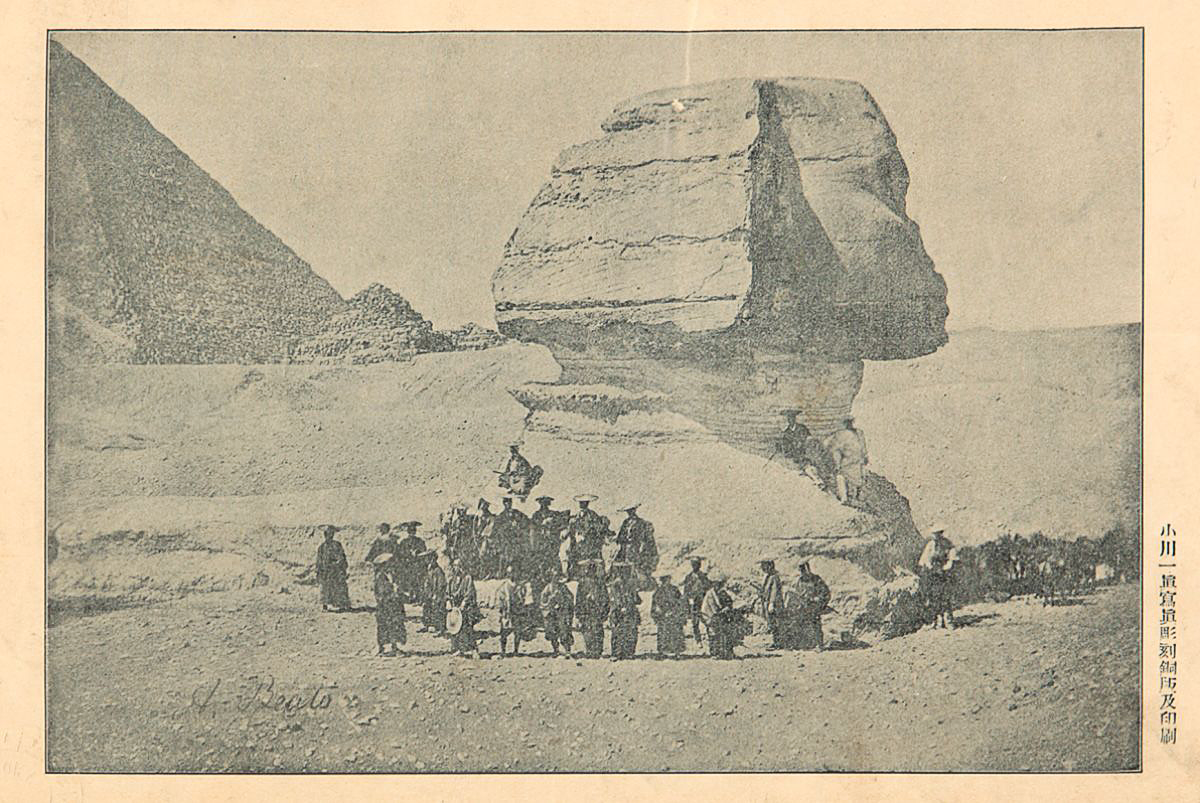
番組のモデルとなった、スフィンクス像前での池田使節団、1864年。

幕末の文久3年（1863年）、幕府が派遣したヨーロッパ外交使節団34人で、正使は現在の岡山県井原市の領主・池田長発（ながおき）だった。1853年のペリー来航以来の開港騒動、下関での長州藩戦からの外国船砲撃事件を受けて、「再び鎖国を」と幕府が派遣したのが1200石、27歳の外国奉行、長発だった。フランス軍艦に乗り込んで、上海、インドを経由、スエズに上陸、カイロに立ち寄った。「肩から下は砂に埋まって見えない。どうしてこんなものを作ったのか」と陣笠の侍達の感想。その足で別のフランス軍艦に乗り換え、マルセイユへ。パリではナポレオン3世、あのシーボルトにも会っている。
思惑だった「攘夷・鎖港で事態収拾」は首尾よくいかなかったが、長発は近代フランスの国力に驚かされ、旅程を打ち切り、急きょ激動の幕末日本に帰国、欧州各国への公使の派遣、留学生の派遣などを建議している。幕府は逆に長発に蟄居を命ずる。その長発は多くの書類を持ち帰った。測量図、解剖生理学、工芸、紡績などに混じって醸造論がある。パリでゲーテのファウストに感激したりしているが、使節団の日記に「（感激の際）の際しばらくして、酒？などを持ち来たり、まず婦人？を取り・・」とある。ワインを楽しみ、産業としての醸造に関心を持ったとみられる。
中東原産のブドウとワイン。時代は下って、明治の文化開化と鹿鳴館、ワインがもてはやされた。明治政府は近代化の象徴として、西洋野菜や果物の導入に勧めている。同じ頃、ヨーロッパではぶどうの木に入る害虫フィロキセラが発生、壊滅状態にもなった（19世紀フランスのフィロキセラ禍）。
日本の男達は、ぶどう生産大国・ワイン大国日本をと夢見ることになる。ワインを殖産産業として計画、東京の谷中や、兵庫の加古郡などに勧業寮ブドウ園が作られた。明治の元勲・黒田清隆が音頭を取ったとも言われている。
岡山では元池田藩の士族・山内義男が徒歩で100キロ離れた加古郡に出向き、ブドウの苗木を数本持ち帰った。その中に青葡萄のマスカットがあった。明治19年、現在の温室の原型となる原始温室を作り、マスカット栽培を軌道に乗せる。この山内もワインを作っている。ボトルは残っているが、ワインブームになるまで岡山にはワインがある。また、新潟県の岩の原では川上善兵衛が明治26年にワイン作りに成功している。明治天皇も行幸している。全国各地で作られたワインのラベルは時代を映し出して面白い。日本へのブドウの伝の意外な展開も興味深い。長発の訪欧から140年、日本には50に上る本格志向のワイナリーが誕生している。

## スタッフ
- 曽根英二(監督／製作）

## キャスト
- 小山田真：主演・案内役
- 吉村作治